# Zona Franca (Barcellona)

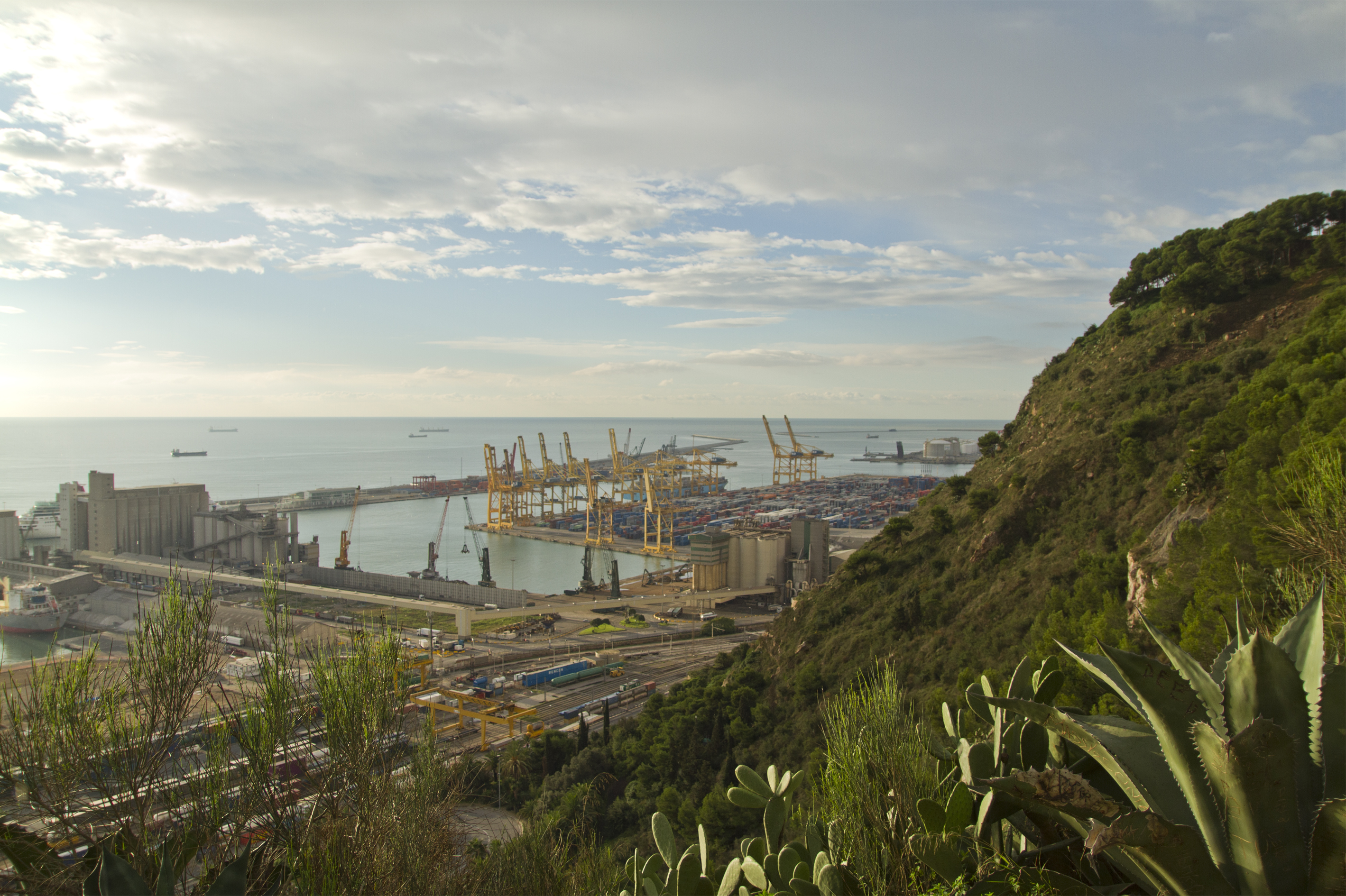
La Zona Franca

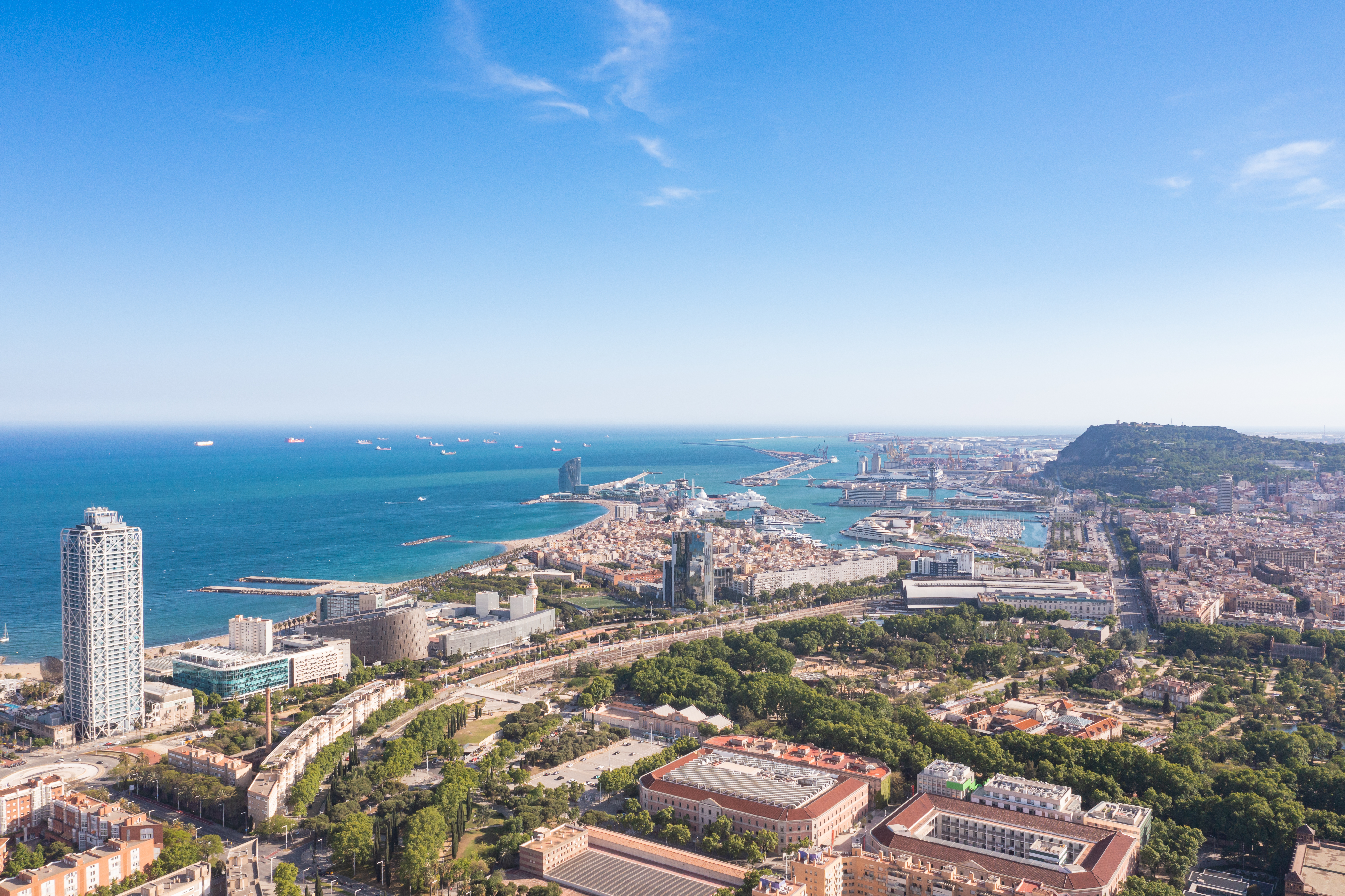
Veduta aerea della Zona Franca e del porto di Barcellona

La Zona Franca è un'area logistica e industriale che si trova a Barcellona nel quartiere Sants-Montjuïc  accanto al porto e l'aeroporto.
La Zona Franca è collegata al centro grazie alla linea L10 della metropolitana di Barcellona.

## Industrie principali
A seguito dell'industrializzazione della Catalogna negli anni cinquanta del Novecento, lo spazio della Zona Franca venne usato per la costruzione di diverse fabbriche tra cui l'originale stabilimento della SEAT che, a seguito dell'acquisizione di SEAT da parte di Volkswagen, non produce più automobili ma è utilizzato esclusivamente come per la stampa dei pannelli di carrozzeria in metallo.
Nell'area si trova anche uno stabilimento, precedentemente di proprietà della Nissan, che produceva le Navara, Pulsar e NV200, dal 2024 viene utilizzato dal gruppo cinese Chery Automobile per la produzione di veicoli elettrici, divenendo così il primo marchio cinese a produrre in Europa, e l'azienda agroalimentare Mercabarna che vi ha trasferito il mercato ortofrutticolo centrale che si trovava nel quartiere La Ribera.